# Neon (携帯電話)
neon（ねおん）は、東芝、および東芝モバイルコミュニケーション社（現・FCNT）が開発した、KDDI、および沖縄セルラー電話の各auブランドのCDMA 1X WIN方式の携帯電話で、製品型番はW42T（だぶりゅ よんに てぃー）である。

## 特徴
au design projectの第5弾の製品であり、デザインはINFOBARなどを過去に手がけた深澤直人による。形状は滑らかな角をもった直方体が二つ重なった、極めてシンプルなものになっている。背面にサブウィンドウは無く、代わりに広範囲に配置された、赤く発光するLED群による発光で折りたたみ時の情報表示を行うのが特徴。LEDのアニメーションパターンは動物、顔文字、イベントメッセージなど150種類近くあり、充電時にはLEDが常時点灯式のLED時計として役目を務める。
携帯時の折り畳んだ状態では、通話・メール着信時を除いてLEDは点灯しないが、サイドボタンを押すことでLEDの採光度の調整、時間・日時・バッテリーの残量の一時表示、EZ・FM、au Music Playerの起動・操作を行うことが可能となっている。また、東芝製WIN向け端末としては、初の赤外線通信対応機種かつ初のBluetooth非対応機種である。生産数（出荷数）がかなり少なく、店頭からは瞬く間に姿を消し、店によっては販売できない状態となった。
ニューヨーク近代美術館収蔵品として選定された。

## 沿革
- 2006年1月19日 - KDDIより公式発表。
- 2006年2月24日 - 全国にて一斉発売。
- 2006年3月 - 販売終了。
- 2012年7月22日 - 周波数帯の再編により、サービス終了、ならびに利用不可となる[1]。

## 対応サービス
- au LISTEN MOBILE SERVICE
- EZ「着うたフル」
- EZ「着うた」
- Hello Messenger
- 安心ナビ
- 赤外線通信
- 3Dグラフィックアクセラレータ 「MOBILE TURBO T4G」
- 電子辞書「辞スパ」（端末本体にインストール済み）
- EZアプリ (BREW)
- EZ待ちうた
- EZナビウォーク（声de入力対応、アップグレードで3Dナビ対応）
- EZチャンネル
- EZ・FM
- EZブック
- バーコードリーダー&メーカー（QRコード対応）
- ムービーメール(S/M/L)
- EZムービー(S/M/L/LL/QVGA)
- ダウンロードフォント対応